# عمرو القطامي
سيد أحمد سيد علي سليمان القطامي ، عضو في مجلس الشعب المصري. أمين شؤون المجالس المحلية بحزب مستقبل وطن .

## حياته المهنية
سيد أحمد سيد علي سليمان القطامي وشهرته "عمرو القطامي"، وقع عليه أختيار حزب مستقبل وطن عن دائرة الهرم والشيخ زايد والسادس من أكتوبر، يعشق بلده بشكل متقطع النظير ففي جميع مشروعاته يضع مصلحة مصر نُصب عينيه.
يؤمن “القطامي” بأهمية العمل في بناء الأوطان، فلم يسع يوماً لشغل وظيفة حكومية، محدداً هدفه منذ تخرجه في العمل الخاص والنجاح فيه، متخصصاً في قطاعات الكهرباء والطاقة والمقاولات.
أسس “القطامي” شركة دنيو ايجيبت لبيع وتأجير المولدات الكهربائية اليابانية الكاتمة للصوت وتوريد المواد البترولية، وكذلك أسس شركة الفهد للمولدات الكهربائية لتوريد الطاقة الكهربائية وصيانة شبكات المحمول وأعمال المقاولات، فضلاً عن تأسيسه شركة القطامي بطريق مصر اسكندرية الصحراوي المتخصصة في المولدات الكهربائية اليابانية الكاتمة للصوت في مجالات شبكات المحمول والمقاولات والدعاية والإعلان وقطاع البترول والمزارع والمحاجر والمصانع.
طموحه لم يتوقف يوماً فحمل أحلامه التي تحققت واقعاً في مصر، وذهب بها بعيداً متخطياً بها الحدود الجغرافية للدولة المصرية، مؤسساً شركة القطامي بإمارة دبي بدولة الإمارات العربية المتحدة، مرسخاً اسماً مصرياً خالصاً في سماء البيزنس بدولة أبناء الشيخ زايد، وهو ما يأتي ترسيخاً لعمق العلاقات بين مصر والإمارات تحت قيادة الرئيسين عبد الفتاح السيسي ومحمد بن زايد.
شغفه بالعمل العام وعشقه لوطنه، جعل مساهمات “القطامي” في العمل الخيري مستمرة ولم تتوقف يوماً وهو ما جعله يؤسس مؤسسة عمرو القطامي للأعمال الخيرية والتنموية التي يشغل رئاسة مجلس الأمناء بها، ولديها أنشطة ومساهمات بالجملة لا يرغب أبداً في الحديث عنها ولكن تظل بصماتها موجودة في خدمة المواطن المصري بمختلف شرائحه.
خبرات “القطامي” السياسية لا تخفى على أحد فشغل منصب مسئول العمل الجماهيري بجمعية من أجل مصر عن محافظة الجيزة خلال عامي 2017 و 2018، وشغل كذلك منصب مسئول الاتصال الجماهيري في حملة كلنا معاك من أجل مصر في محافظة الجيزة خلال عام 2018، وشغل منصب أمين التقييم والمتابعة بحزب مستقبل وطن بمحافظة حتى نهاية 2018، وهو الآن يشغل منصب أمين شئون المجالس المحلية بحزب مستقبل وطن بمحافظة الجيزة.